# Bernadette Lafont

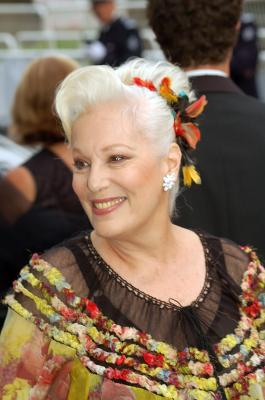
Bernadette Lafont im Jahr 2007 bei den 60. Filmfestspielen von Cannes

Bernadette Lafont (* 28. Oktober 1938 in Nîmes; † 25. Juli 2013 ebenda) war eine französische Theater- und Filmschauspielerin. Ab dem Ende der 1950er Jahre spielte sie in über 170 Film- und Fernsehproduktionen.

## Karriere
Lafont begann ihre Karriere als Tänzerin, bevor sie mit dem Einsetzen der Nouvelle Vague für den französischen Film entdeckt wurde. Zahlreiche Auftritte hatte sie vor allem unter der Regie von François Truffaut und Claude Chabrol. Ihr Debüt als Filmschauspielerin gab sie 1958 zusammen mit ihrem Ehemann Gérard Blain in Truffauts Die Unverschämten. Ab den 1970er Jahren arbeitete sie unter anderem mit Nelly Kaplan (Die Piratenbraut), Jacques Rivette (Out 1), Nadine Trintignant, Marion Vernoux und Luc Béraud zusammen.
Für erhebliches Aufsehen sorgte ihr Auftritt in Jean Eustaches Film Die Mama und die Hure, der 1973 in Cannes zunächst auf erbitterten Widerstand stieß, dann jedoch mit dem Großen Preis der Jury gewürdigt wurde.
1986 gewann sie den César als beste Nebendarstellerin für den Film Das freche Mädchen von Claude Miller; auch für Chabrols schwarze Komödie Masken war sie in dieser Kategorie für den César nominiert. 2003 wurde sie für ihr Lebenswerk mit einem Ehren-César ausgezeichnet. Ab 2009 war sie zudem Offizier der Ehrenlegion.
Ihre Autobiografie „La fiancée du cinéma“ (Die Verlobte des Kinos) erschien 1999. Eine 2004 preisgekrönte Edelrose trägt ihren Namen.

## Privates
Lafont war von 1957 bis 1959 mit dem Schauspieler Gérard Blain verheiratet. Aus der späteren Ehe mit dem ungarischen Bildhauer Diourka Medveczky gingen neben ihrem Sohn David die Schauspielerinnen Élisabeth und Pauline Lafont hervor. Die 1963 geborene Pauline kam 1988 bei einem Gebirgsunfall ums Leben.
Bernadette Lafont starb am 25. Juli 2013 im Alter von 74 Jahren in einem Krankenhaus ihrer südfranzösischen Geburtsstadt Nîmes. Ihr Grab befindet sich auf einem privaten Grundstück in Saint-André-de-Valborgne im Département Gard. Staatspräsident François Hollande würdigte die Verstorbene.

## Auszeichnungen
- 1995: Ordre des Arts et des Lettres (Komtur)[6]
- Mitglied der Ehrenlegion (1999 Ritter, 2009 Offizier)[7]
- 2004: Ordre National du Mérite (Offizier)[8]

## Filmografie (Auswahl)
- 1958: Die Unverschämten (Les mistons) – Regie: François Truffaut
- 1958: Die Enttäuschten (Le beau Serge) – Regie: Claude Chabrol
- 1959: Die Hölle der Jungfrauen (Bal de nuit) – Regie: Maurice Cloche
- 1959: Schritte ohne Spur (À double tour) – Regie: Claude Chabrol
- 1959: Die Katze läßt das Mausen nicht (L’eau à la bouche) – Regie: Jacques Doniol-Valcroze
- 1959: Die Verschworenen (Les mordus) – Regie: René Jolivet
- 1960: Die Unbefriedigten (Les bonnes femmes) – Regie: Claude Chabrol
- 1960: Speisekarte der Liebe (Les godelureaux) – Regie: Claude Chabrol
- 1960: Wie leicht kann das ins Auge gehen (Me faire ça à moi!) – Regie: Pierre Grimblat
- 1962: Eddie krault nur kesse Katzen (Les femmes d’abord) – Regie: Raoul André
- 1962: In der Hand eines Stärkeren (Et Satan conduit le bal) – Regie: Grisha Dabat
- 1965: Die Damen lassen bitten (Les bons vivants) – Regie der 3. Episode: Georges Lautner
- 1965: Rendezvous der Killer (Pleins feux sur Stanislas) – Regie: Jean-Charles Dudrumet
- 1965: Mord im Fahrpreis inbegriffen (Compartiment tueurs) – Regie: Constantin Costa-Gavras
- 1967: Der Dieb von Paris (Le voleur) – Regie: Louis Malle
- 1967: Lamiel – ich liebe die Liebe (Lamiel) – Regie: Jean Aurel
- 1967: Die Dirne und der Narr (Un idiot à Paris) – Regie: Serge Korber
- 1968: Die Falle (Piège) – Regie: Jacques Baratier
- 1968: Wände (Falak) – Regie: András Kovács
- 1968: Liebe macht lustig, Liebe tut weh (L’amour c’est gai, l’amour c’est triste) - Regie: Jean Daniel Pollet
- 1969: Moneten fürs Kätzchen (La fiançee du pirate) – Regie: Nelly Kaplan
- 1970: Elise oder das wahre Leben (Elise ou la vraie vie) – Regie: Michel Drach
- 1971/90: Out 1: Noli me tangere / Out 1: Spectre – Regie: Jacques Rivette
- 1972: Ein schönes Mädchen wie ich (Une belle fille comme moi) – Regie: François Truffaut
- 1973: Die Angst vor der Wahrheit (Defense de savoir) – Regie: Nadine Trintignant
- 1973: Die Mama und die Hure (La maman et la putain) – Regie: Jean Eustache
- 1973: Zu hübsch, um ehrlich zu sein (Perché mamma ti manda solo?) – Regie: Richard Balcucci
- 1975: Strauberg ist da – Regie: Mischa Gallé
- 1976: Computer morden leise (L’ordinateurs des pompes funèbres) – Regie: Gérard Pirès
- 1976: Nordwestwind (Noroit) – Regie: Jacques Rivette
- 1978: Violette Nozière – Regie: Claude Chabrol
- 1978: Der kleine Spinner mit dem großen Socken (Chaussete surprise) – Regie: Jean-François Davy
- 1978: Die Schildkröte auf dem Rücken (La tortue sur le dos) – Regie: Luc Béraud
- 1980: Schatz, das ist ein starkes Stück (Le roi des cons) – Regie: Claude Confortes
- 1982: Wenn Leckerbissen locken (On n’est pas sorti de l’auberge) – Regie: Max Pécas
- 1983: Gwendoline – Regie: Just Jaeckin
- 1984: Dog Day – Ein Mann rennt um sein Leben (Canicule) – Regie: Yves Boisset
- 1985: Das freche Mädchen (L’éffrontée) – Regie: Claude Miller
- 1985: Der kleine Coup (Le pactole) – Regie: Jean-Pierre Mocky
- 1986: Inspektor Lavardin oder Die Gerechtigkeit (Inspecteur Lavardin) – Regie: Claude Chabrol
- 1986: Masken (Masques) – Regie: Claude Chabrol
- 1987: Ein turbulentes Wochenende (Les saisons de plaisir) – Regie: Jean-Pierre Mocky
- 1987: Raffinierte Rache (Pattes de velours) – Regie: Nelly Kaplan
- 1987: Warten auf den Mond (Waiting for the moon) – Regie: Jill Godmilow
- 1991: La femme normale (Sam Suffit) – Regie: Virginie Thévenet
- 1991: Sisi und der Kaiserkuß – Regie: Christoph Böll
- 1994: Personne ne m’aime – Niemand liebt mich (auch: Überdreht und durchgeknallt) (Personne ne m’aime) – Regie: Marion Vernoux
- 1995: Ein Regenbogen für Rimbaud (Rainbow pour Rimbaud) – Regie: Jean Teulé
- 1997: Genealogien eines Verbrechens (Généalogies d’un crime) – Regie: Raúl Ruiz
- 1997: Nous sommes tous encore ici – Regie: Anne-Marie Miéville
- 1998: Pepe Carvalho: Ich machte einen Mann aus ihm (Histoire de famille) – Regie: Emmanuelle Cuau
- 1999: Rien sur Robert – Regie: Pascal Bonitzer
- 2002: Die Freundin der Friseuse (Les petites couleurs) – Regie: Patricia Plattner
- 2003: Die Bestechlichen 3 – Rückkehr eines Gauners (Ripoux 3) – Regie: Claude Zidi
- 2006: Prête-moi ta main – Regie: Éric Lartigau
- 2006: Die roten Nadeln (Les Aiguilles rouges)
- 2007: Broken English – Regie: Zoe Cassavetes
- 2008: Wenn wir zusammen sind (Mes amis, mes amours) – Regie: Lorraine Levy
- 2009: Triff die Elisabeths! (La première étoile) – Regie: Lucien Jean-Baptiste
- 2009: Bazar – Regie: Patricia Plattner
- 2011: Familientreffen mit Hindernissen (Le Skylab)
- 2012: Paulette – Regie: Jérôme Enrico

## Veröffentlichungen

### Bücher
- Elisabeth Pauline et David Mes enfants de la balle. (französisch), Michel Lafon 1988, ISBN 978-2-86804-572-0.
- Le roman de sa vie, souvenirs. (französisch), Flammarion 1997, ISBN 978-2-08-067378-7.
- La fiancée du cinema. Autobiographie (französisch), Ramsay 1999, ISBN 978-2-85956-456-8

### Hörbuch
- Boule de suif von Guy de Maupassant. Gesprochen von Bernadette Lafont (französisch), Editions Thélème 2013, ISBN 978-2-87862-849-4.